# Filips van Lannoy (-1574)

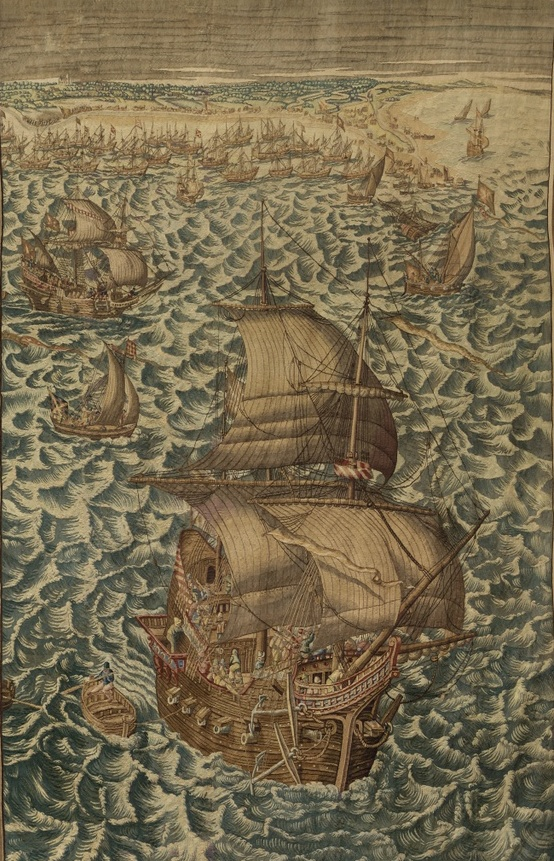
De Slag bij Den Haak in augustus 1573 met op de voorgrond het admiraalsschip van Lannoy (Zeeuwse wandtapijten, 1593-1604)

Filips van Lannoy of in zijn moedertaal Philippe de Lannoy, ridder, heer van Beauvoir, Gentilhombre de Casa y Boca (ca. 1520 – 2 juni 1574) was een edelman in de Spaanse Nederlanden uit het Vlaamse geslacht de Lannoy. Hij voerde aan het begin van de Tachtigjarige Oorlog een commando over Waalse troepen in Zeeland en over de Spaanse vloot.

## Leven
Filips van Lannoy had dezelfde naam als zijn vader (1487-1543), die vliesridder en hoofd van Financiën en Domeinen was onder keizer Karel V. Van zijn godsdienstige moeder Françoise de Barbançon (1500-1560) verkreeg Filips de heerlijkheid Beauvoir. Zijn huwelijk rond 1560 met Jeanne de Blois bleef kinderloos. Kardinaal Granvelle was zijn schoonbroer, maar hij was ook verwant met leden van de adellijke oppositie.
Als jongere zoon koos hij voor een militaire carrière. Tijdens de Beeldenstorm was hij betrokken bij het tegengaan van de protestantse rebellie in het westen van Vlaanderen en Henegouwen. Aan het hoofd van een compagnie voetvolk drong hij in de nacht van 30 op 31 augustus 1566 het kasteel van Doornik binnen. Landvoogdes Margaretha van Parma, die besloten had een lijfwacht te werven, koos enkele maanden later Lannoy om het bevel te voeren over twee Waalse vendels haakbusschutters, samen vierhonderd man. Door het troepentekort werden ze niet ingezet voor bescherming maar voor gevechtsoperaties.
In het voorjaar van 1567 werden Lannoy en zijn vendels naar Walcheren gestuurd om te voorkomen dat de geuzen zich meester zouden maken van Fort Rammekens of andere versterkingen die een Spaanse landing zouden hinderen. Lannoys aanwezigheid hielp de plannen van Jan van Marnix en Pieter Haeck te verijdelen, zonder dat het tot een treffen kwam. De geuzen voeren op 4 maart terug naar hun kamp bij Antwerpen en werden kort nadien door Lannoy – onder het oog van duizenden calvinisten op de stadsmuren – afgeslacht bij Oosterweel.
Na de vervanging van landvoogdes Margaretha door Alva stelde die laatste Lannoy in 1572 aan tot legeraanvoerder op Walcheren. Op 10 april vertrok hij uit Komen naar Zeeuws gouverneur Anthonis van Bourgondië in Middelburg, maar onderweg verzochten de Vlissingers hem dringend naar hun oproerige stad te komen. Hij bleef er een paar dagen, maar kon de ambivalente situatie niet in zijn voordeel draaien. Na zijn vertrek ontwapende de schutterij het Waalse garnizoen van zestig man en dwong hen de stad te verlaten.
Voor Lannoy begon een moeilijke strijd tegen de opstandelingen. Op het cruciale Walcheren groeide het verzet en werd Middelburg een eerste keer belegerd. De bevelvoerder schreef op 19 april dat hij nog maar 117 Waalse soldaten over had op Walcheren en smeekte om zeven of acht oorlogsschepen met versterking. Bovendien leden zijn onbetaalde troepen honger en zat hij zelf tot over zijn oren in de schulden. Alva wilde aanvankelijk prioriteit geven aan Holland, maar stuurde dan toch een vloot onder Sancho d'Avila om de rede van Walcheren te heroveren. D'Avila ontzette eerst Middelburg en bedreigde dan Veere vanop zee, terwijl Lannoy op 15 mei een aanval deed over land. In juni 1572 nam hij Arnemuiden, maar dat was maar van korte duur omdat hij de volgende maand een treffen in Zoutelande verloor. Aan boord van de geteisterde vloot keerde hij terug naar Antwerpen.
In april 1573 benoemde Alva hem tot admiraal. Vanuit Antwerpen werd in augustus een nieuwe vloot gestuurd om Middelburg bij te staan. Terwijl de grondtroepen onder Cristóbal de Mondragón ontscheepten in Westkapelle, voer Lannoy om Walcheren heen naar Den Haak, maar het bevoorradingsplan lukte slechts gedeeltelijk. Een gelijkaardige onderneming in november faalde.
Het begon te botsten met Mondragón, die de Nederlandse entourage van Lannoy niet vertrouwde. Begin 1574 raakten ze in onmin en moest Lannoy op last van Alva het bevel tijdelijk afstaan aan Mondragón. Hij trok zich dit zozeer aan dat het zijn gezondheid aantastte. Hij stierf in Luik op weg naar een genezingskuur in Spa. Zijn weduwe hertrouwde in 1582 met Filips III van Croÿ.

## Voetnoten
1. 1 2  Edmond Poullet, Correspondance du cardinal de Granvelle, 1565-1586, vol. 2, 1880, p. 11
2. ↑  Clasina Martina Rooze-Stouthamer, De opmaat tot de Opstand. Zeeland en het centraal gezag (1566-1572), 2009, p. 108. Gearchiveerd op 9 juli 2023.
3. ↑  Clasina Martina Rooze-Stouthamer, De opmaat tot de Opstand. Zeeland en het centraal gezag (1566-1572), 2009, p. 118. Gearchiveerd op 9 juli 2023.
4. ↑  J.P. Sigmond, Zeemacht in Holland en Zeeland in de zestiende eeuw, 2013, p. 150. Gearchiveerd op 9 juli 2023.
5. ↑  Raymond Fagel, Protagonists of War. Spanish Army Commanders and the Revolt in the Low Countries, 2021, p. 227-228. Gearchiveerd op 9 juli 2023.